# Casa de Zähringen

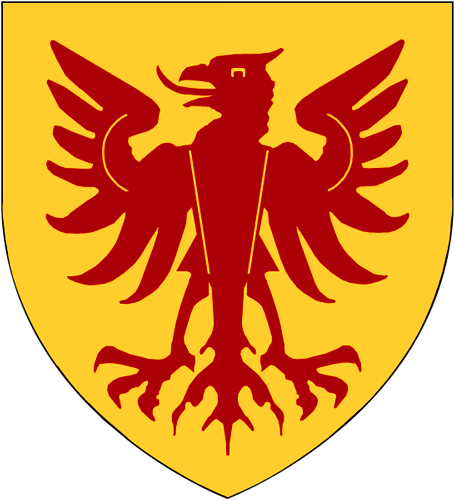
O brasão de armas da Casa de Zähringen.

Zähringen é uma antiga família nobre alemã, que foi muito influente na atual Suíça e no Grão-Ducado de Baden, cujos territórios dividiram-se em 1218. O castelo e o vilarejo Zähringen são, hoje, parte da cidade de Friburgo em Brisgóvia, fundada pelos duques em 1120.

## História
O primeiro membro da família que se conhece foi provavelmente um tal de Bezelin, um conde de Brisgóvia dos princípios do século XI. O filho de Bezelin, Bertoldo I de Baden (morto em 1078), foi conde de Zähringen e estava relacionado com a família Hohenstaufen.

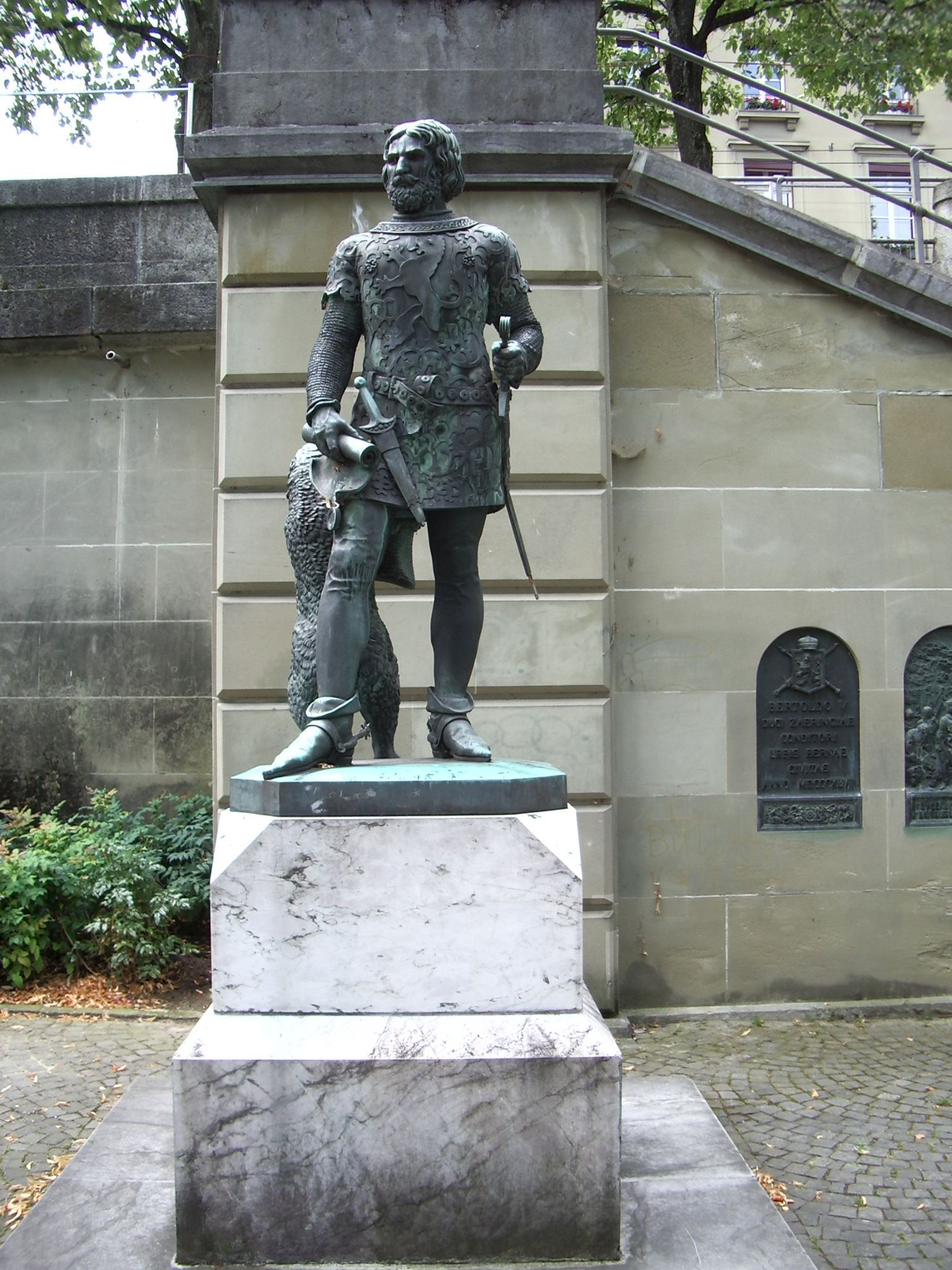
Estátua de Bertoldo V, em Berna.

Bertoldo I foi proposto para duque de Suábia, promessa que não foi cumprida. Em 1061, contudo, tornou-se duque de Caríntia. Perdeu tal título quando se uniu a um levantamento contra o imperador Henrique IV, em 1073.
Seu filho, Bertoldo II, que também lutou contra Henrique IV, herdou as terras dos condes de Rheinfelden, em 1090, tomando o título de duque de Zähringen. Ele foi sucedido por seus filhos, Bertoldo III (m. 1122) e Conrado de Zähringen (m. 1152).
Conrado herdou, em 1127, algumas terras em Borgonha (atual França), sendo nomeado pelo imperador Lotário II, governador do reino de Borgonha e Arles. Este cargo foi desempenhado pelos Zähringen até 1218 e, por causa dele, eles são denominados às vezes duques de Borgonha.
Bertoldo IV (m. 1186), filho de Conrado, passou a maior parte de sua vida na Itália. Bertoldo V fundou a cidade de Berna. Seus territórios foram dividos e passados para as mãos dos condes de Kyburg e, posteriormente, à casa dos Habsburgo.
A casa dos Zähringen existe até hoje: Bertolo de Baden, neto de Guilherme de Baden e filho de Max von Baden, é um atual membro.